# Teoría normanista

Tenga en cuenta la atención prestada a los detalles en este mapa. Sin embargo, incluso los extensos asentamientos escandinavos se ignoran en este Edad vikinga mapa étnico de la Rus de Kiev del. Ni siquiera se contabilizan en las ciudades, ni en las orillas del mar Báltico.

Normanismo (también conocido como teoría normanista, teoría normanda) es un nombre (usado con más frecuencia por sus oponentes que por sus defensores) para una teoría historiográfica sobre el origen de Rusia, Ucrania, Bielorrusia y su predecesor histórico, la Rus de Kiev. La teoría sostiene que la Rus de Kiev fue fundada por colonos nórdicos, predominantemente de Suecia, en lugar de eslavos. De una forma u otra, esto se ha convertido en la narrativa principal de la Edad vikinga en Europa del Este y la posición de consenso de la mayoría de los historiadores profesionales. El anti-normanismo es un movimiento de revisionismo histórico en oposición a la teoría normanista, y es actual particularmente entre algunos historiadores rusos y ucranianos.
En el centro del desacuerdo está el pueblo de Rus, un pueblo generalmente considerado de origen escandinavo y que llegó a Europa del Este en los siglos VIII y IX, pero que durante los siglos X y XI se fusionó con ugrofineses, bálticos y eslavos orientales, y junto con ellos formaron la Rus de Kiev con el antiguo eslavo oriental como lenguaje común, y con el nombre Rus como marcador común de identidad.